# Hidratación cutánea
La hidratación de la piel ayuda a que esta mantenga su elasticidad y su función de barrera. La capa más superficial de la piel, el estrato córneo, tiene un porcentaje de agua comprendido entre el 10 % y el 20 %. En la dermis, una capa más profunda de la piel, hay una matriz extracelular de glucosaminoglucanos. La presencia de agua en dicha matriz permite que la piel esté turgente. Niveles de agua por debajo del 10 % hacen que la piel se vuelva más frágil, áspera y menos brillante.
El agua llega al estrato córneo de la piel procedente de las capas más profundas de la piel, es lo que se llama agua transepidérmica. Las glándulas sudoríparas liberan sudor a la superficie de la piel. Esta secreción también ayuda a mantener el nivel de hidratación en las capas más superficiales de la piel.
Existe sobre la piel un conjunto de sustancias denominado factor de hidratación natural que ayudan a retener el agua en la piel. La aplicación de lípidos emolientes sobre la piel puede ayudar a reducir la pérdida de agua transepidérmica y por lo tanto a mantener el nivel de hidratación cutánea.

## Evaluación de la hidratación cutánea
Los dos métodos más habitualmente utilizados para evaluar el nivel de hidratación de la piel son el corneómetro y el TEWL.
TEWL son las siglas de TransEpidermal Water Loss. Se define como la cantidad de agua que pasa del interior del cuerpo a la atmósfera a través de procesos de difusión y/o evaporación. En situaciones en las que la piel se encuentra dañada, esta se vuelve más permeable al paso del agua y por lo tanto aumenta el TEWL. La piel deshidratada, con elevadas pérdidas del nivel de hidratación suele tener valores de TEWL más elevados.
Los corneómetros son aparatos que determinan la capacitancia de la piel. La capacitancia es la propiedad que tienen los cuerpos para mantener la carga eléctrica. La capacitancia de la piel es mayor cuanto más hidratada se encuentra ésta.